# Мак-Гахан, Януарий Алоизий
Януа́рий Алои́зий Мак-Га́хан (англ. Januarius Aloysius MacGahan; 12 июня 1844, Нью-Лексингтон, Огайо, США — 9 июня 1878, Стамбул, Османская империя) — американский военный корреспондент, работавший в «New York Herald» и лондонском «Daily News». Известен своими статьями о зверствах башибузуков в Болгарии в 1876 году, получившими широкий общественный резонанс в Европе и вынудившими британское правительство к отказу от поддержки Османской империи в Русско-турецкой войне 1877—1878 годов.

## Биография
Януарий Алоизий Мак-Гахан родился 12 июня 1844 года в городке Нью-Лексингтон, штат Огайо, в семье выходца из Ирландии Джеймса Мак-Гахана и Генриеты Дэмпси. До иммиграции в Америку Джеймс Мак-Гахан служил на судне «Нортумберленд», доставившем в 1815 году Наполеона на остров Святой Елены.
Януарий потерял отца, когда ему было всего 7 лет. Чтобы помочь своей семье, он начал работать на соседних фермах. В 17 лет переехал в город Хантингтон, штат Индиана, где работал продавцом и учителем.
В начале 1864 года Януарий перебирается в Сент-Луис, где некоторое время служит бухгалтером в железнодорожной компании «Юнион Пасифик». В Сент-Луисе он знакомится с героем Гражданской войны генералом Филипом Шериданом также ирландского происхождения. Генерал Шеридан, оказавший благотворное влияние на дальнейшее развитие юноши, убеждает его отправиться в Европу для изучения права.
В декабре 1868 года Януарий отправляется в Брюссель. Юристом Мак-Гахану стать не удалось, но он открывает в себе способность к изучению иностранных языков, освоив за короткое время немецкий и французский. В 1870 году началась Франко-прусская война и генерал Шеридан помогает Мак-Гахану устроиться военным корреспондентом в лондонский офис газеты «New York Herald».

## Журналистская деятельность
Яркие статьи Мак-Гахана, описывающие поражение французской армии, принесли известность молодому журналисту. Его статьи в «New York Herald» перепечатывали многие европейские газеты. По окончании войны он взял интервью у французского лидера Леона Мишеля Гамбетта и у Виктора Гюго. В марте 1871 года одним из первых сообщает о восстании Парижской коммуны. В том же году Мак-Гахан был арестован французскими военными, но благодаря вмешательству посла Соединённых Штатов во Франции был освобождён.
В 1871 году Януарий Мак-Гахан становится корреспондентом «New York Herald» в Санкт-Петербурге. Он быстро освоил русский язык, наладил знакомства с русской аристократией. В 1873 году знакомится со своей будущей женой Варварой Николаевной Елагиной, происходящей из старинной дворянской семьи.
Януарий Мак-Гахан освещал визит американского генерала Уильяма Шермана в Санкт-Петербург.
Узнав о планируемом вторжении русской армии в Хивинское ханство, Мак-Гахан вопреки запрету пересекает на лошадях Кызылкум и становиться свидетелем капитуляции города Хива в 1873 году. Здесь он знакомится с полковником Михаилом Скобелевым, дружба с которым продлится до конца жизни. По результатам похода Мак-Ган публикует записки «Военные действия на Оксусе и падение Хивы», выпущенные в 1874 году в Лондоне и в 1875 году в Москве.
В 1874 году в течение девяти месяцев находится в Испании, наблюдая и описывая Третью карлистскую войну.
В 1875 году с британским путешественником сэром Алланом Уильямом Янгом (Allan William Young) на паровой яхте «HMS Pandora» Януарий Мак-Гахан отправляется в экспедицию с целью поиска Северо-западного прохода из Атлантического в Тихий океан. Экспедиция сумела добраться до пролива Пил в канадской Арктике, но была вынуждена вернуться из-за пакового льда.

## Освещение массовых убийств мирного населения в Болгарии
Из-за конфликта с издателем «New York Herald» Джеймсом Гордоном Беннеттом-младшим, Януарий Мак-Гахан оставляет газету и по приглашению американского генерального консула в Стамбуле Юджина Скайлера 23 июля 1876 года отправляется в Болгарию для расследования и освещения зверств турецкой армии при подавлении Апрельского восстания. Поездку профинансировала ведущая либеральная газета Великобритании «Daily News», основанная в 1846 году Чарльзом Диккенсом. Помимо «Daily News», Мак-Гахан будет отправлять статьи в петербургскую газету «Голос».
28 июля он посещает Пловдив, 1 августа Пештеру, 2 августа Пазарджик, после чего отправляется в село Батак. Оттуда Мак-Гахан сообщил, что турецкие солдаты согнали жителей деревни в церковь, которую затем подожгли, а оставшихся в живых пытали, желая узнать где они спрятали свои сокровища. Из семи тысяч жителей села в Батакской резне выжили только две тысячи. По подсчетам Мак-Гахана, пятьдесят восемь деревень Болгарии были уничтожены, разрушены пять монастырей, погибли пятнадцать тысяч человек мирного населения.
Репортажи Януария Мак-Гахана, опубликованные в «Daily News», были перепечатаны многими европейскими газетами и получили широкий общественный резонанс. Премьер-министр Великобритании Бенджамин Дизраэли, стоявший на стороне Османской империи, пытался приуменьшить масштаб зверств турецкой армии, утверждая что болгары тоже виноваты. В своих последующих статьях Мак-Гахан развеял эти утверждения.
По следам публикаций в «Daily News» Уильям Гладстон написал брошюру «Болгарские ужасы и Восточный вопрос» (англ. The Bulgarian Horrors and the Question of the East), в которой призывал своих соотечественников к давлению на британское правительство с целью освобождения турками территории Болгарии.
В поддержку болгар также высказались Чарльз Дарвин, Оскар Уайльд, Виктор Гюго и Джузеппе Гарибальди.

## Русско-турецкая война и смерть Мак-Гахана
12 (24) апреля 1877 год Российская Империя объявила войну Турции. Турецкий султан Абдул-Хамид II обратился за помощью к Великобритании, её традиционного союзника против России, но британское правительство ответило, что оно не может вмешиваться «из-за общественных настроений».

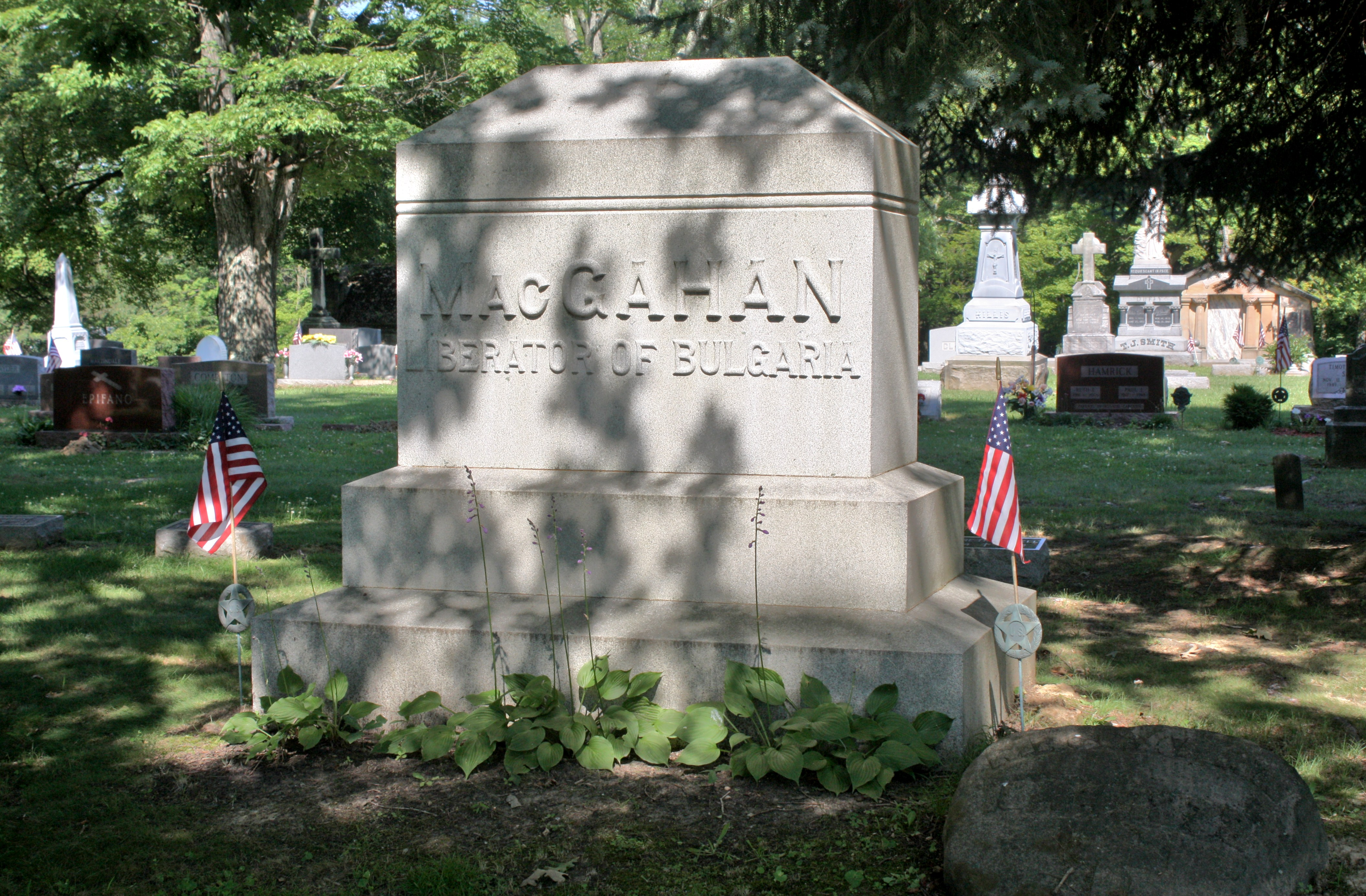
Могила Януария Мак-Гахана в Нью-Лексингтоне

Мак-Гахан был назначен военным корреспондентом «Daily News» в русскую армию. Благодаря своей дружбе с генералом Скобелевым, он постоянно находился в передовых частях. Его репортажи охватывали все основные сражения русско-турецкой войны. Он сообщил об окончательном поражении турецкой армии и присутствовал при заключении мирного договора в Сан-Стефано.
В Стамбуле, готовясь к поездке на Берлинский конгресс, Мак-Гахан заразился брюшным тифом и умер 9 июня 1878 года в возрасте 33 лет. Он похоронен на греческом кладбище в присутствии дипломатов, военных корреспондентов и генерала Скобелева.
Спустя пять лет по приказу генерала Шеридана, занимающего на тот момент должность Главнокомандующего Армии США, тело Януария Мак-Гахана было перевезено в Соединённые Штаты и перезахоронено в Нью-Лексингтоне.

## Семья
- Варвара Николаевна Мак-Гахан (англ. Barbara MacGahan; 1850—1904) — супруга. Русская и американская журналистка.
- Пол Мак-Гахан (англ. Paul MacGahan; 1874—1959) — сын. В 1896 году окончил Колумбийский университет, был женат на Кэролин С. Мак-Гахан (англ. Carolyn C MacGahan), вместе с супругой похоронен на кладбище Хэйнс Фолс, округ Грин, штат Нью-Йорк[4].

## Память

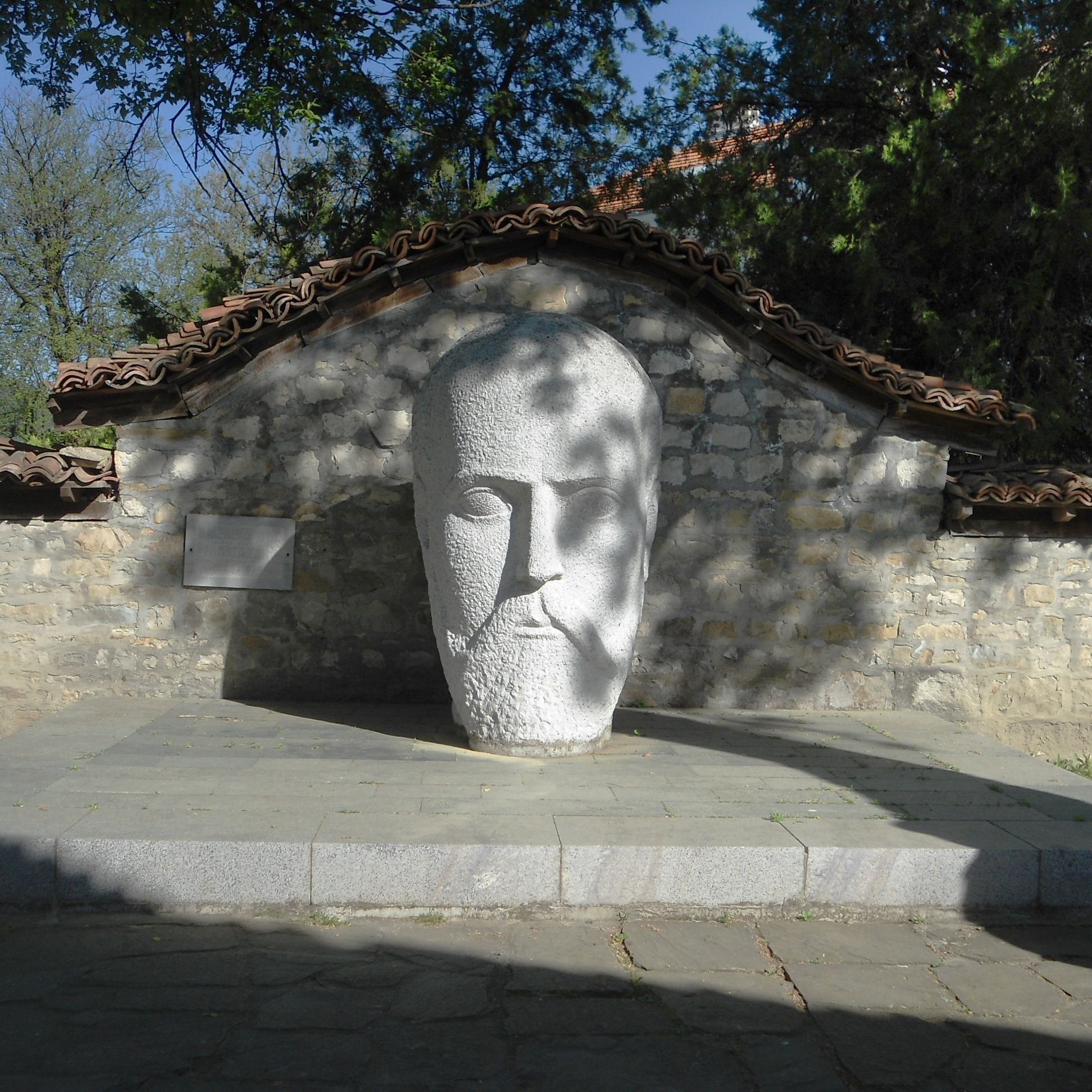
Памятник журналисту в болгарском городе Елена.

- В 1978 году к столетию со дня смерти Мак-Гахана болгарским скульптором Тодором Пырвановым создан бюст-памятник журналиста, который был подарен Соединённым Штатам и установлен у его могилы в Нью-Лексингтоне. Копия находится в городе Батак.
- В честь Януария Мак-Гахана названы улицы и площади в Софии, Пловдиве и других городах Болгарии.
- Создан Американо-болгарский фонд Мак-Гахана (The MacGahan American Bulgarian Foundation), который ежегодно организует Фестиваль Мак-Гахана в Нью-Лексингтоне.

### Прототипы в кино
- Является прототипом журналиста Шеймаса Маклафлина в романе Бориса Акунина «Турецкий гамбит» и его одноимённой экранизации[5].

## Публикации
- MacGahan, J.A. Campaigning on the Oxus, and the fall of Khiva. — London: Sampson Low, 1874.
- Мак-Гахан Я. А. Военные действия на Оксусе и падение Хивы. — М.: В Университетской типографии (Катков и К°), 1875. — 304 с.
- The Turkish Atrocities in Bulgaria. Letters of the Special Commissioner of the Daily News, J.A. MacGahan, Esq. (London, 1876)
- Турските зверства в България — писма на специалния кореспондент на Daily News Дж. Макгахана // Превел С. Стамболов — София, 1880.